# 紐約賓夕法尼亞車站
賓夕法尼亞車站，簡稱賓州車站（英語：Pennsylvania Station，簡稱，IATA代碼：ZYP），是位於美國紐約市曼哈頓中城的鐵道車站，服務于紐約市全部美國國鐵的長途城際列車及眾多通勤鐵路。車站日人流量300,000人次，平均90秒就有1,000人次通過，為另一主要火車站大中央車站的兩倍，是紐約市最為繁忙的鐵路車站，也是全美國最繁忙的鐵路樞紐。車站大樓佔據三個街區，由第七大道、第九大道、31街及33街所包围。月台區全地下化，無法由地面看見。
賓州車站地處東北電氣化城際鐵路的中點，南至華盛頓特區，北抵波士頓。城際客車由美國國鐵營運；通勤鐵路的部份則為長島鐵路及新澤西捷運所有。2010年約有840萬人次在本站乘坐美鐵列車，超過美鐵系統第二繁忙華盛頓聯合車站兩倍以上。美鐵和新澤西鐵路代碼為NYP。
該站尚有紐約地鐵第七大道線及第八大道線的列車通行。數條公車線路也可抵達車站。

## 歷史
賓夕法尼亞車站最初由賓夕法尼亞鐵路公司建造並使用。當時賓州鐵路在各大城市設置車站均以“賓夕法尼亞車站”命名，該公司破產後，車站仍維持原名。車站最初建築由麦金米德与怀特建筑师事务所設計，1910年車站建成使用。原車站大量使用裝飾藝術，是紐約市建築史上的傑作。但是由於1950年代鐵路公司經濟狀況惡化，被迫出售土地，原車站主樓被拆毀，在原址新建賓州大廈以及麦迪逊广场花园，車站位於大樓內部。地下月台區則維持原樣。

### 規劃建造
直至20世紀初，賓夕法尼亞鐵路公司只延伸至哈德遜河的北岸。紐約市中心曼哈頓島的旅客若要搭乘火車，必須乘坐渡船度過哈德遜河並在河岸“換乘區”乘坐火車。而其主要競爭對手，紐約中央鐵路公司率先由北向南進入曼哈頓島，並在中城42街建立車站（即大中央車站）。
最初賓州鐵路考慮在哈德遜河建設一座大型鐵路橋。但紐約州政府要求此項工程必須和新澤西州的其他鐵路公司商議。但是經過磋商後，其餘鐵路公司均表示不感興趣。因此，賓州鐵路轉而試圖建造隧道，然而當時鐵路運輸主要動力蒸汽機車無法長時間在地下運行，加之紐約州政府1908年7月1日後將禁止蒸汽機車進入曼哈頓地區。然而，20世紀初電力機車發展讓長距離鐵路地下化成為可能。1901年12月12日，賓州鐵路總裁Alexander Cassatt宣佈將建造隧道溝通澤西市和紐約市，並在曼哈頓島西部34街建設大型車站，即為如今的賓州車站。
1903年，下穿哈德遜河的北河隧道正式開工，為兩座單線隧道。同時，下穿東河溝通曼哈頓島和皇后區的东河隧道也開工。隧道為四座單線隧道，並聯結長島鐵路（當時為賓州鐵路控股公司）和桑尼赛德车辆段（Sunnyside Yard），後者位於皇后區，為賓州車站的主要附屬調車場和車輛段。電氣化最初為600伏直流第三軌供電，後在1930年代改為11,000交流架空電纜，和賓州鐵路路網相一致。
在20世紀初，大型鐵路地下隧道還是新鮮事物。1907年，適逢在維吉尼亞州詹姆斯敦市舉行萬國博覽會以慶祝北美洲第一個英國永久殖民地誕生300週年之際，賓州鐵路將一段隧道管運至會場公開展出。隨後，這段直徑23英尺（約7米）的隧道管被安裝在東河地下。1906年10月9日，下穿哈德遜河的北河隧道竣工，1908年3月18日，東河隧道建成通車。車站設施於1904年5月1日開工，1910年11月27日正式啟用。據州際通商委員會（ICC）公佈的數字，整個車站和鐵路地下化共耗資一億一千四百萬美元（按2011年物價標準則為27億美元）。:156–7
賓州鐵路總裁Alexander Cassatt在車站完工前即去世，車站建成後，為表彰其對賓州鐵路公司的發展作出的貢獻，在車站內樹立其塑像以示紀念。
完工後的賓州車站位於第七，第八大道之間，從31街延伸到33街。面積共8英畝（3.2公頃），佔據整整兩個街區。賓州車站也是第一座分別設置了進站大廳和出站大廳的鐵路車站。

### 最初構造（1910－1963）

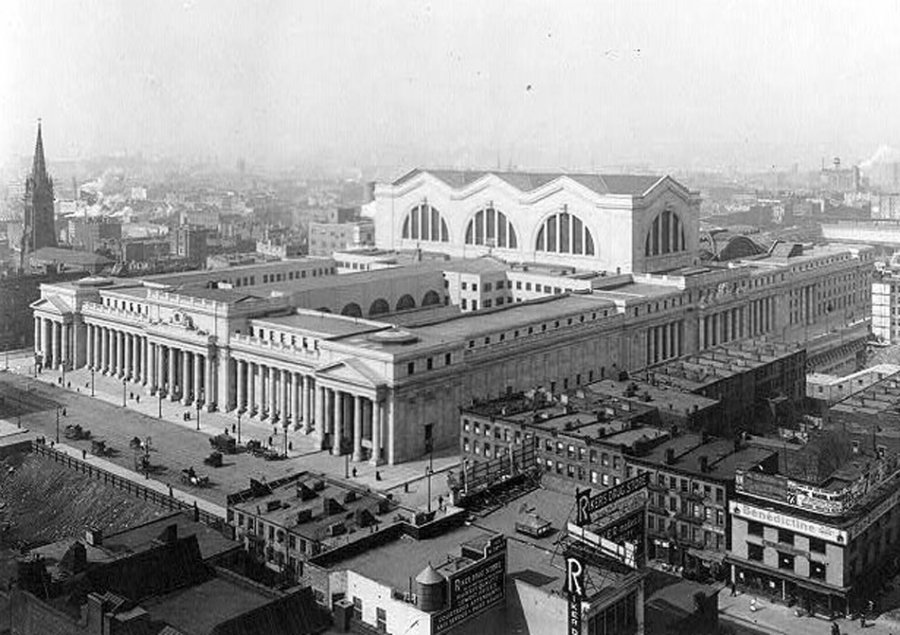
1911年從東北角拍攝的賓州車站，其龐大的外形和周圍建築形成鮮明對比。隨著曼哈頓摩天大樓的建設，這種場景將越來越少

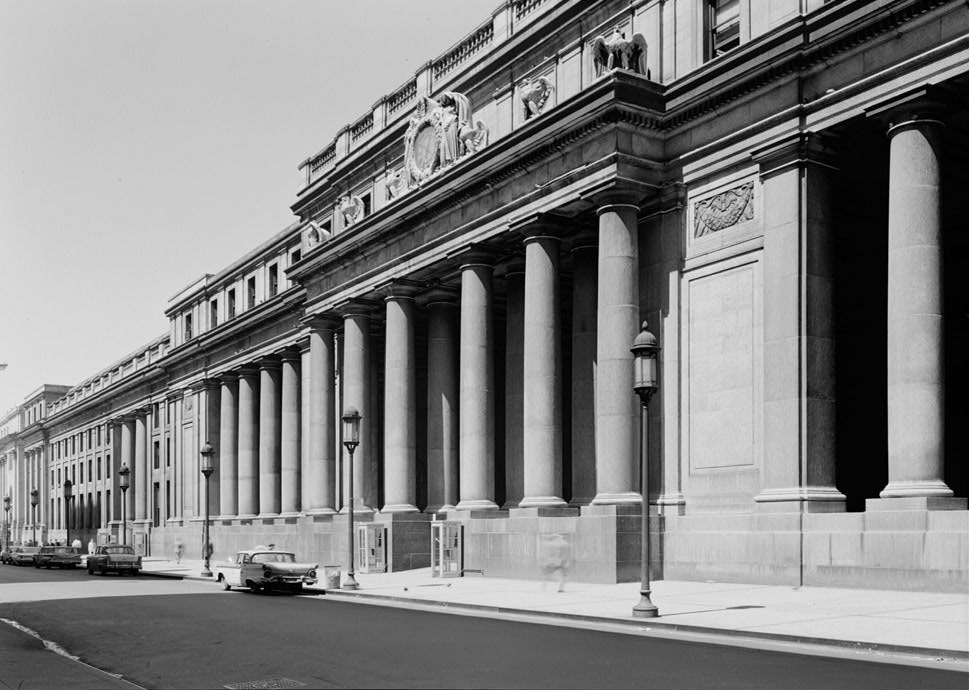
1962年賓州車站外觀

1910年賓夕法尼亞車站由粉紅色花崗岩建造，具有醒目的，多里安式石柱圍繞成的柱廊。柱廊設計巧妙的勾勒出車站的邊界。 麦金米德与怀特建筑师事务所承建的車站大樓以直截了當的鋼筋玻璃的月台天篷和寬大的大廳為紐約市營建了一座激動人心的大門。車站大門仿照德國柏林市勃蘭登堡門，兩條通道分別將乘客引向賓州車站的兩個鐵路系統：賓夕法尼亞鐵路和長島鐵路。候車大廳帶有古羅馬卡拉卡拉浴场的特色，規模近似羅馬聖彼得大教堂中殿。牆體下部由鋼筋支架外敷以石膏，以模擬古羅馬式建築常用材料洞石。大廳為紐約市最大的室內公共場所，也是世界上最大的室內公共場所之一，共計7英畝（2.8公頃）。巴爾的摩大陽報曾於2007年回顧到：“(賓州車站)是由一座岩石，玻璃，雕塑組成的人類能想像出來的最龐大的建築。“歷史學家Jill Jonnes在著作《征服高登——鍍金時代的史詩》中稱賓州車站為“運輸史上的多里安神廟”。
在車站長達半個世紀的賓夕法尼亞鐵路時代（1910年至1963年），每日有大量城際列車始發終到。賓州鐵路的長途列車可抵達芝加哥，聖路易斯等中部城市，並通過和其他鐵路公司接駁，聯運的方式，前往邁阿密以及西部城市。除了長島鐵路外，還有紐黑文鐵路公司，利哈伊谷鐵路公司（Lehigh Valley Railroad）也使用本車站。第一次世界大戰期間，美國政府機構美國鐵道管理局（USRA）曾接管全國鐵路系統，並指示巴爾的摩和俄亥俄鐵路公司從紐約前往華盛頓特區，芝加哥和聖路易斯的列車停靠賓州車站，直至1926年。車站見證了第二次世界大戰期間客流的激增，以及50年代開始的城際鐵路運輸大衰退。

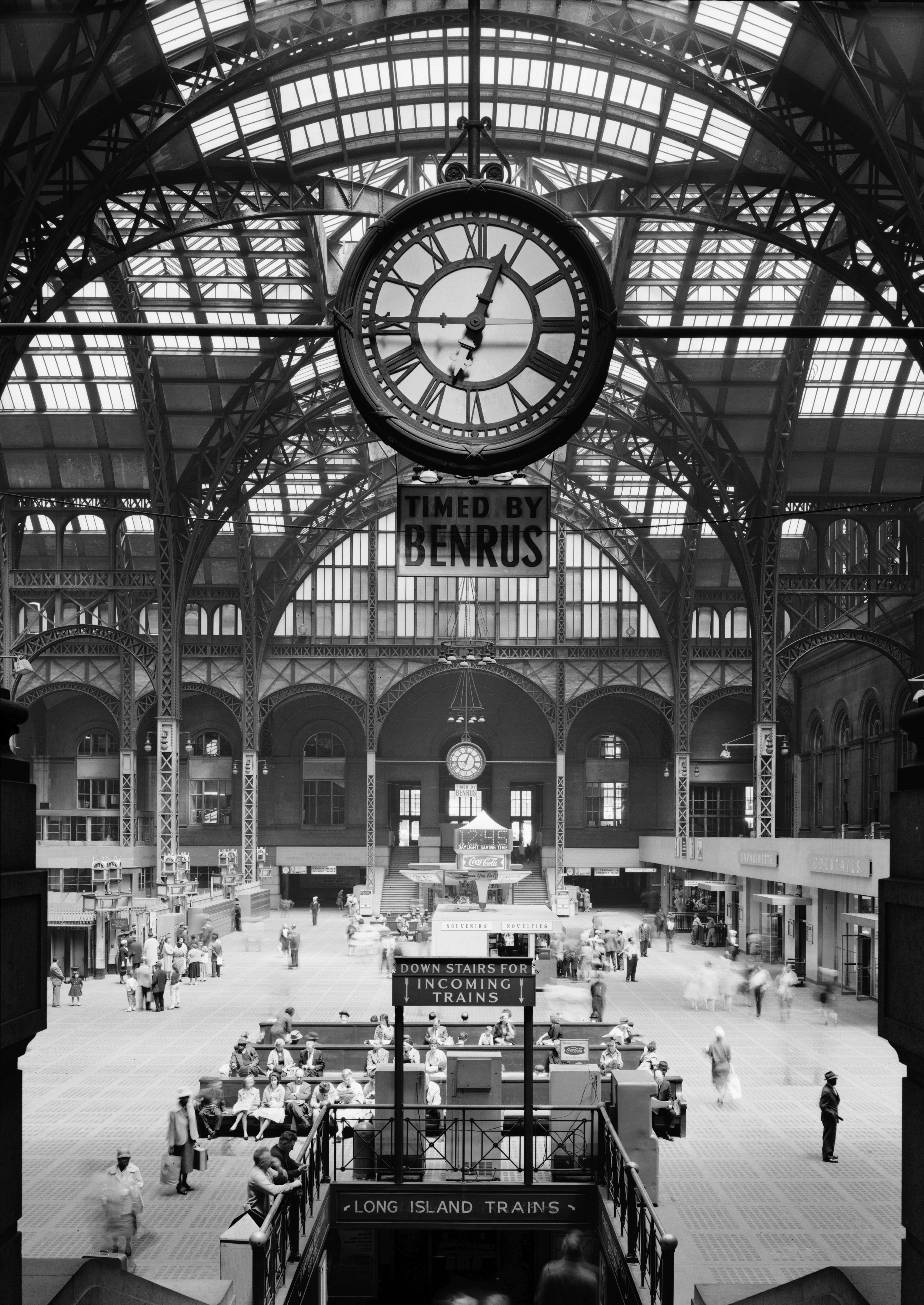
龐大的賓州車站大廳，攝於1962年，兩年後車站大樓被拆毀

1950年代，賓州鐵路試圖從維護龐大的車站的負擔中解救出來，通過開發賓夕法尼亞車站佔據的地面土地獲利。1962年，賓州鐵路提出拆毀車站大樓，空出的土地上新建賓州大廈和曼迪遜廣場花園。作為回報，兩座大樓的業主將為賓州鐵路在地下新建一座現代化，全空調的小型車站，並且擁有曼迪遜廣場花園25％的股權。
車站大樓的拆除是1960年代鐵路客運大蕭條的標誌性事件，在全國引起爭議，並在國際上引起眾多反響。拆除工作開始後，紐約時報編輯評論道：
“直到第一次爆破拆除之前，沒有人相信賓州車站會被拆除；沒有人會相信紐約政府竟然容忍這種有著羅馬時代般典雅的最高大，最精緻建築瑰寶的史無前例的破壞行動！”
賓州車站的拆除給紐約市的城市建築帶來了持久的傷痛。一幅著名的新聞圖片，在新澤西州麥德蘭垃圾填埋場的車站大樓女神柱的殘骸，深刻的揭示了這種傷痛和愧疚。車站拆除也導致了紐約市乃至全國的保護經典建築的浪潮。車站其中一個雕像，安放在密蘇里州堪薩斯城，作為該市的鷹級童軍紀念碑。布鲁克林博物馆，加拿大渥太華聯合車站，以及芝加哥聯合車站主樓還能部分體現當年車站的風格。

賓州車站（1910-1963）
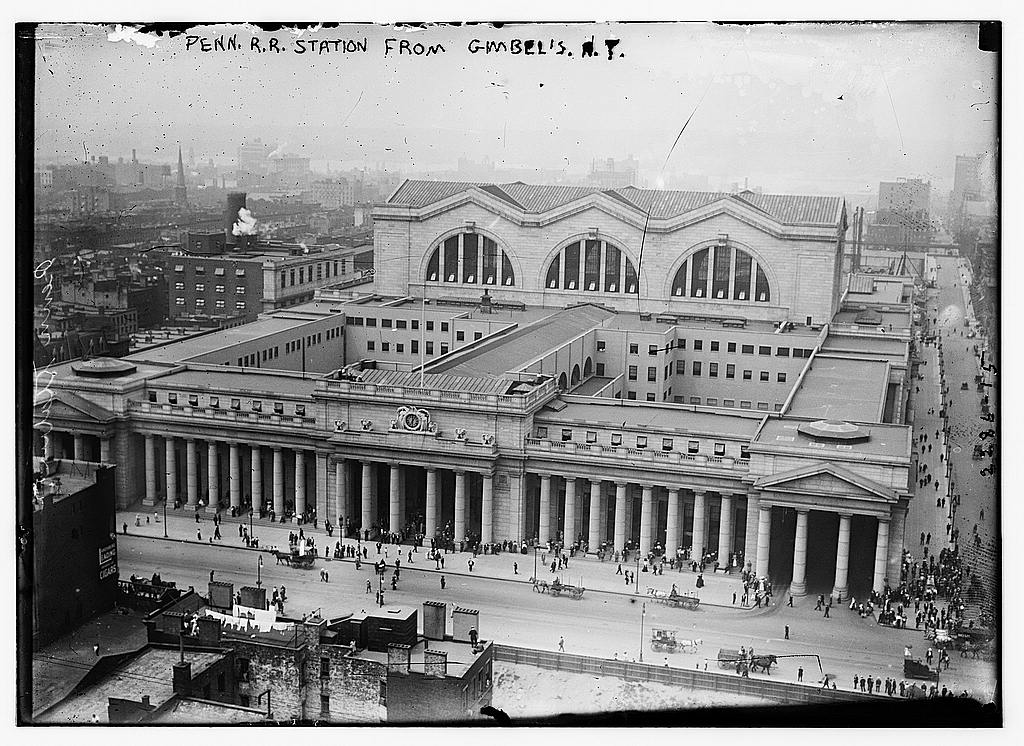
1911年的车站
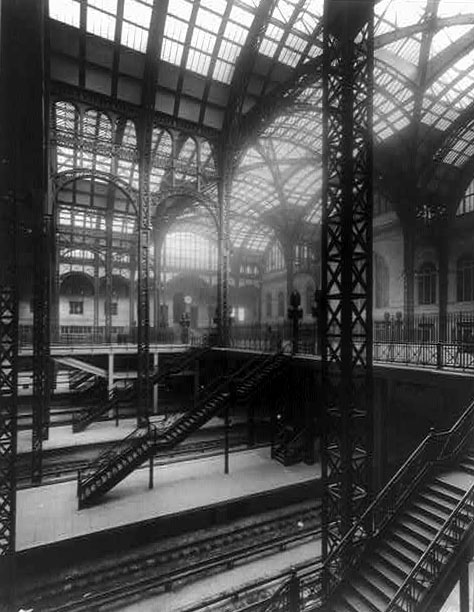
車站大廳及通向下層月台區的樓梯
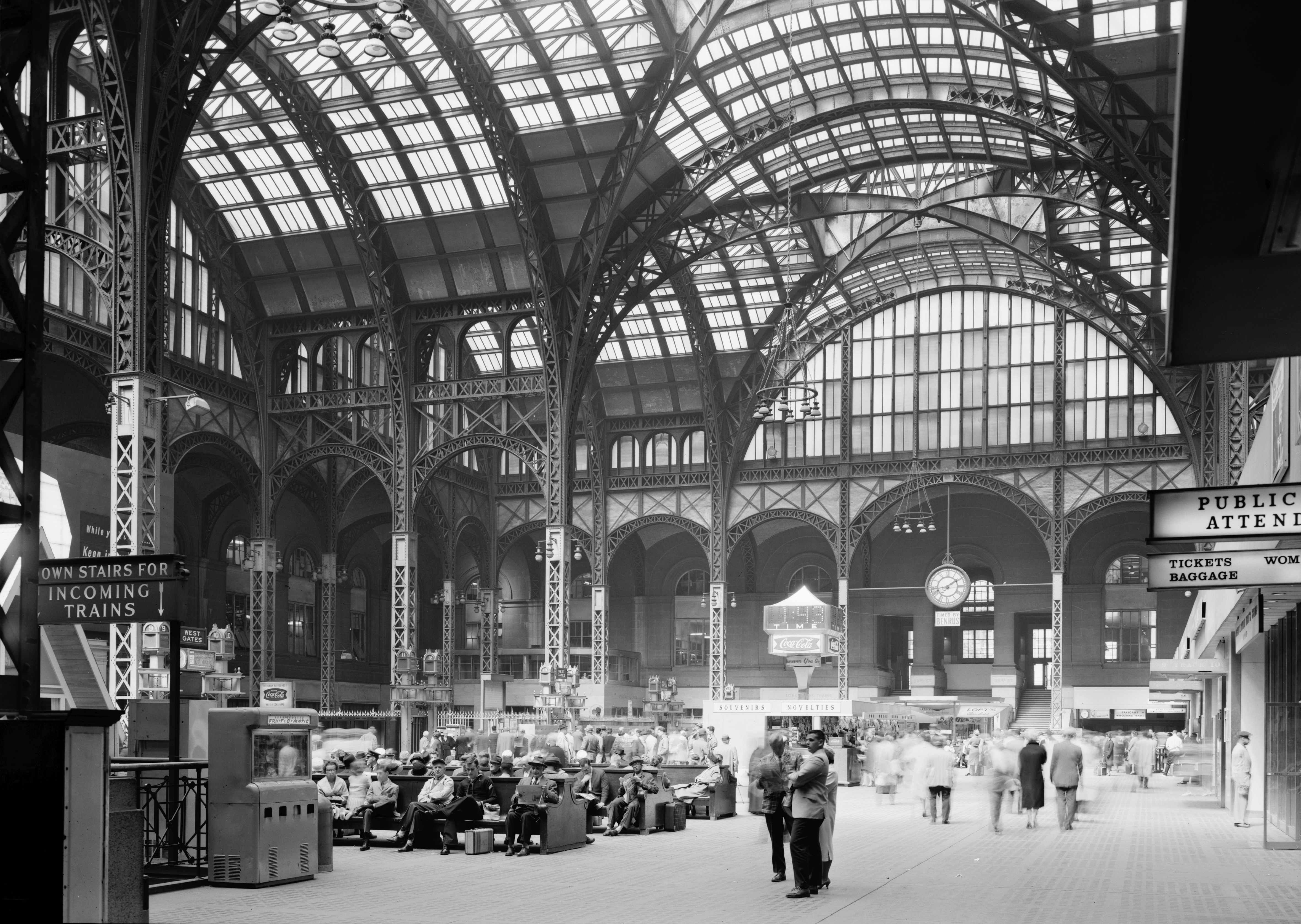
1962年車站大廳
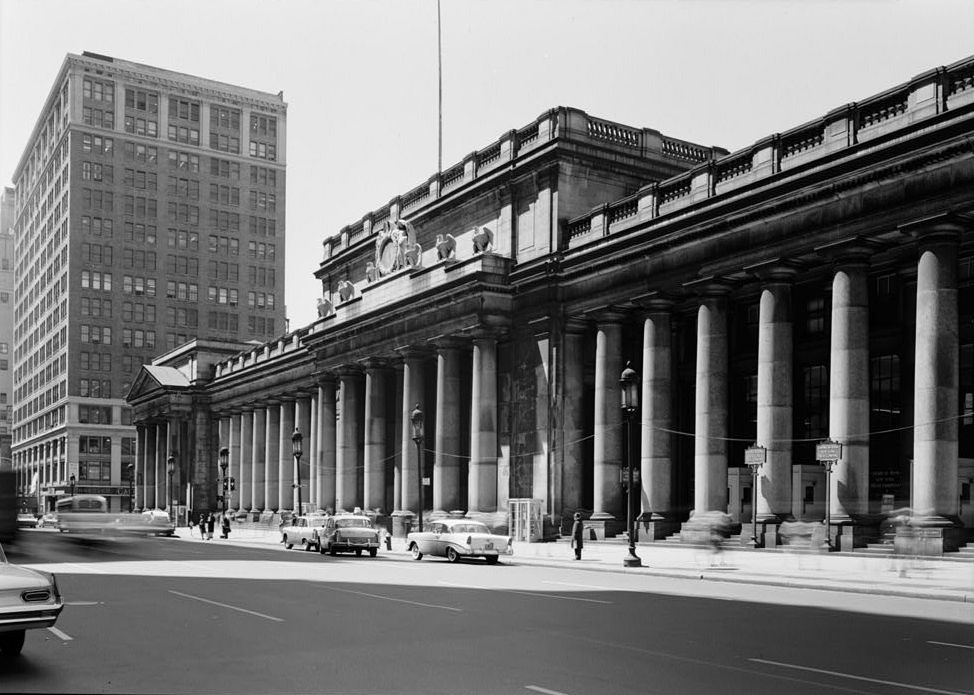
第七大道入口
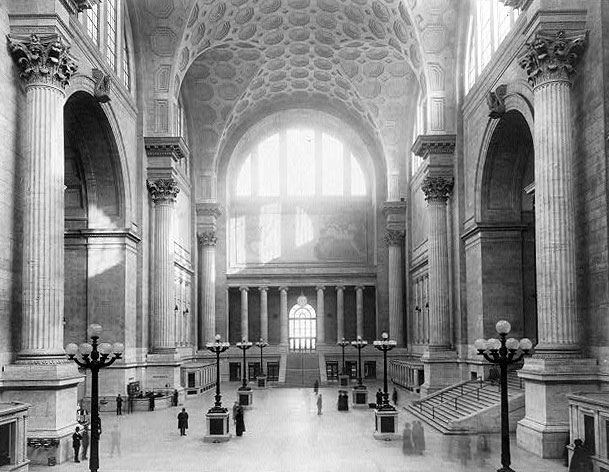
主候車室
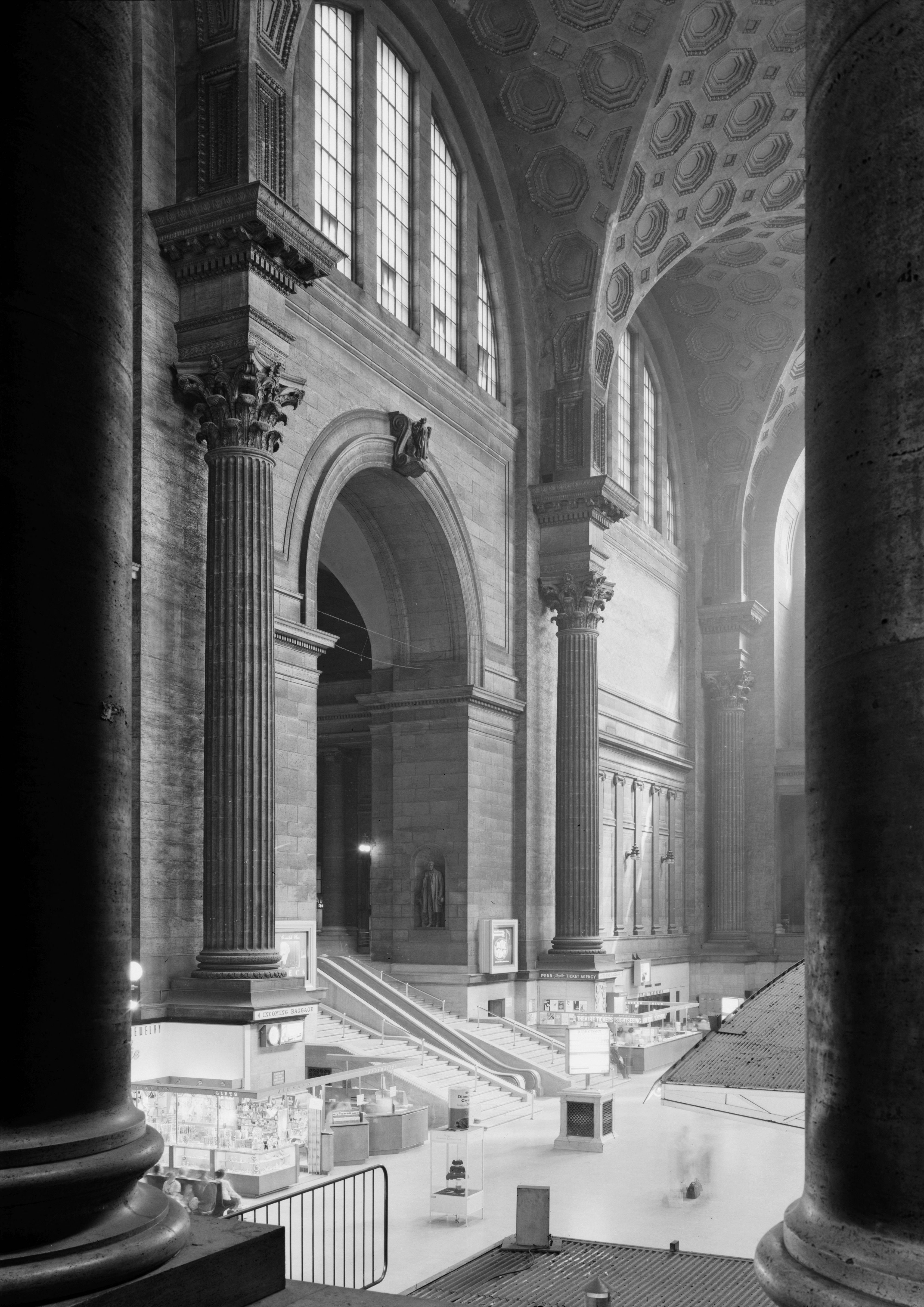
主候車室的內科林斯柱

### 舊站拆除與新站建設

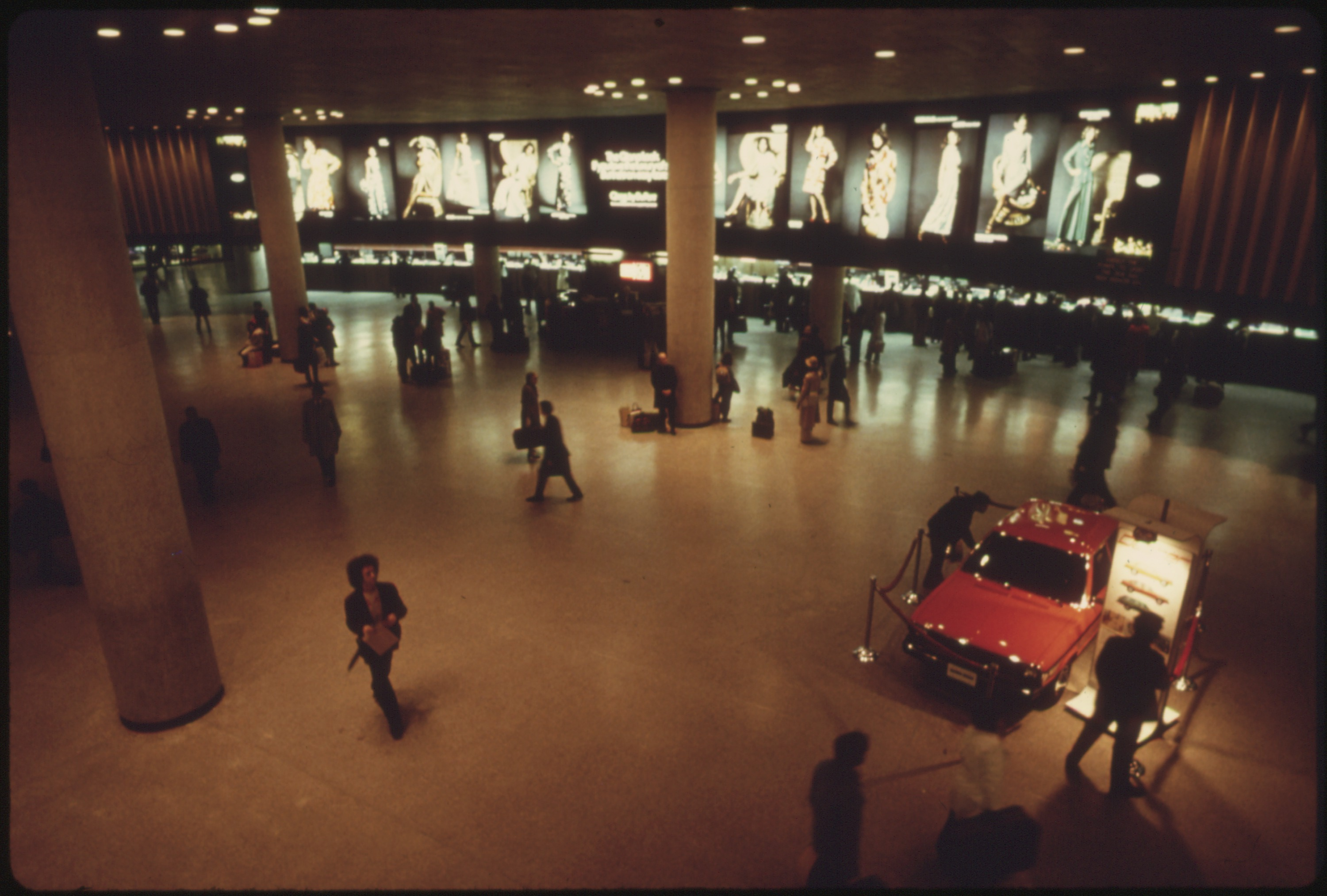
1974年的车站大堂

1958年時，賓州車站曾經有一次小規模的裝修，候車室內的石柱被粉刷一新，並在大廳裡增設了一個售票窗口。劉易斯·芒福德曾在紐約時報樂觀的評論道：“對於這個車站而言，已經不需要再做什麼變化了。”但是事態發展證明了他的錯誤。1963年10月，在賓州鐵路總裁Stuart T. Saunders任內，地上結構開始了拆毀工程，車站地下的月台並未受影響。在車站原址將新建曼迪遜廣場花園及兩幢辦公樓。1968年，由Charles Luckman設計的曼迪遜廣場花園計劃被公佈。
在當時，維護一個龐大的車站需要不菲的資金。拆除車站爭論焦點集中在，將利用率已經不如從前的舊車站僅僅作為一座城市紀念碑而保存，還是選擇用更新的，能獲得經濟效益的大樓取而代之，哪一種更有意義？紐約時報編輯曾評論道：“紐約市得到了它想得到的（土地），付出了它願意付出的代價，也得到了它應得的一切（爭論）。”現代建築設計師，無論風格是否和車站相同，都迫不及待的發表保護車站的言論。他們團結起來，把車站稱為“瑰寶”並說道：“不要拆了車站，而是復興它！”
舊車站的雄鷹雕塑存留至今的有：兩座位於賓州大廈/曼迪遜花園廣場大樓，一座位於糕包聯盟學院內，三座位於長島市的美國商船學院和Hicksville長島鐵路車站內，四座位於費城市市場街大橋上，一座位於弗吉尼亞州“漢普敦-悉尼學院”內，另有一座位於華盛頓特區的國立動物園內。
賓州車站的拆毀及印發的爭議最終導致了纽约市地标保护委员会的诞生和“紐約地標建築保護法”的通過，在該法令的權威下，市内另一座主要鐵路車站大中央得以保留。由羅伯·摩斯主導的紐約市發展計劃也受到公眾的質疑，並促進了“下曼哈頓高速公路計劃”的最終取消。都市復興計劃開展以來的現代主義思想受到打擊，而紀念物保存主義開始抬頭。

### 近況

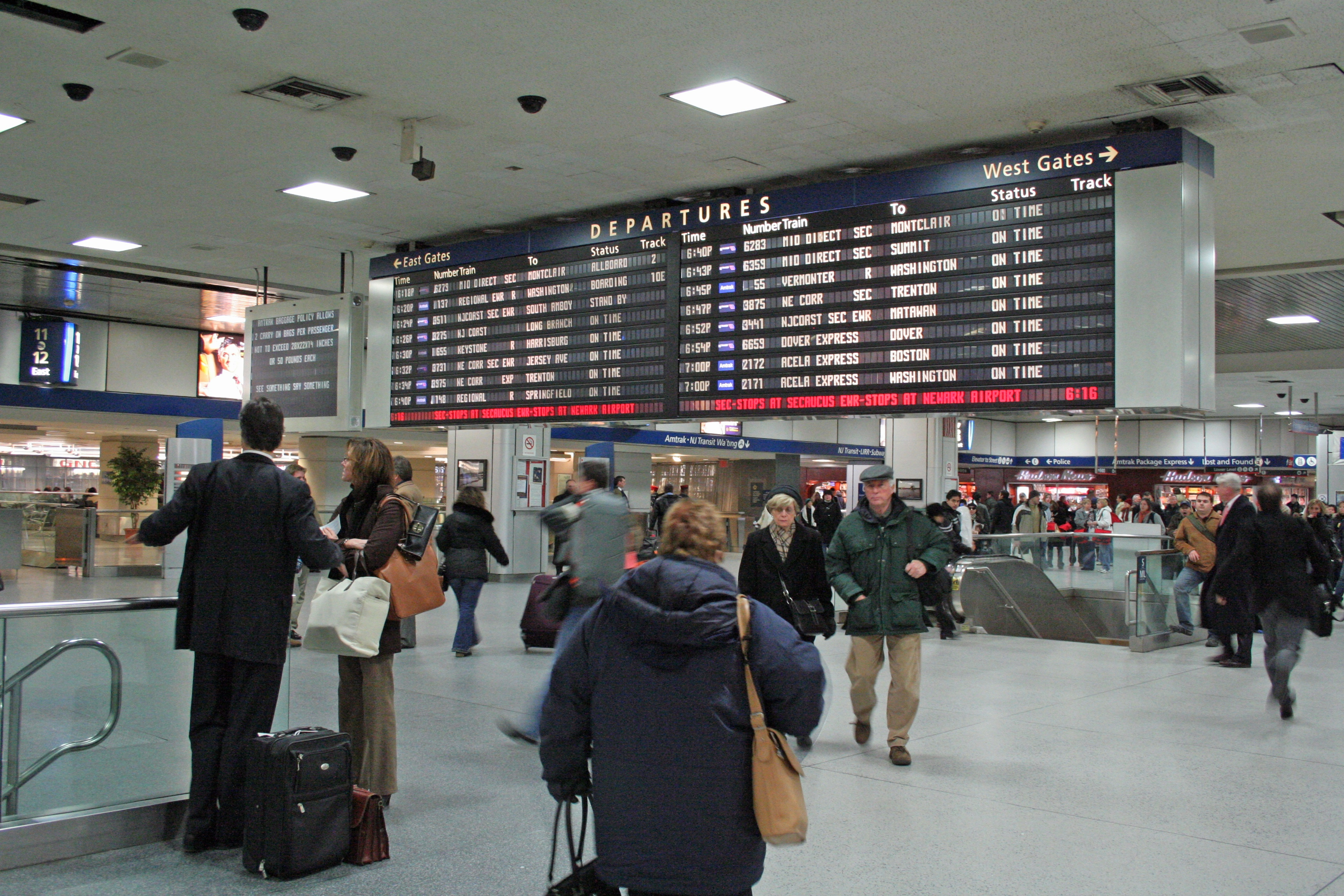
列車時刻表顯示板（2007年）

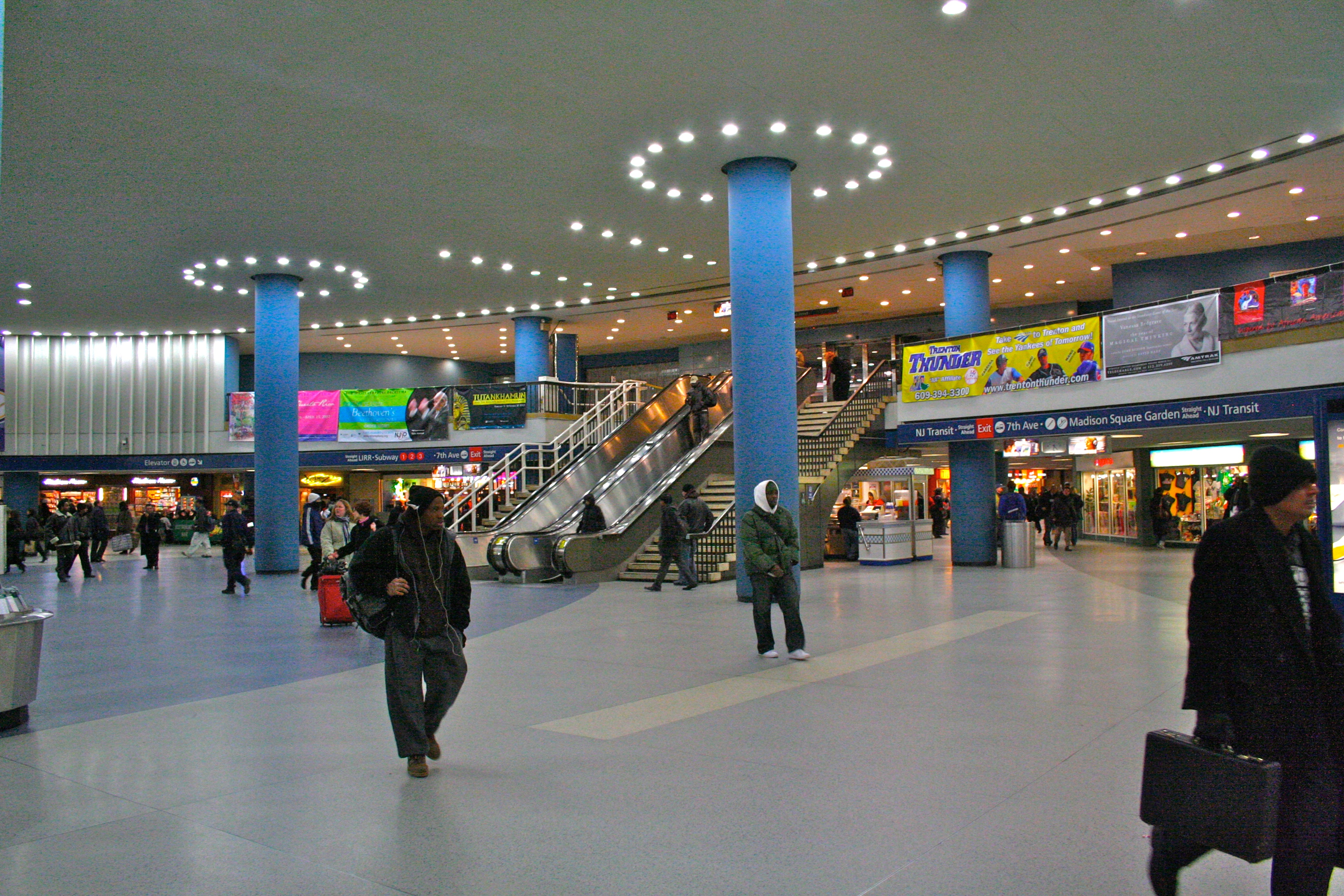
車站大廳（2007年）

1990年代，美鐵聯合紐約大都會運輸署和紐澤西捷運，對車站進行了全面整修，以清理污跡，提升舒適性。一些舊車站的元素，如四面鐘，車站入口電動扶梯的壁飾等，也被加入其中。911恐怖襲擊後，賓州車站的客流曾短暫回落。出於安全考慮，原31街至33街的底下出租車車道被關閉，改在31街地面上下客。
雖然幾大運輸公司不斷努力提升車站裝飾和舒適度，新賓州車站仍然在市民中口碑不佳。尤其是和市内另一座更大更豪華的大中央車站相比時。紐約時報編輯曾在2007年寫道：“鐵路乘客被美鐵包圍在狹小的地下，在沒有陽光和人格的空間裡匆匆流動”

#### 莫伊尼汉车站大厅

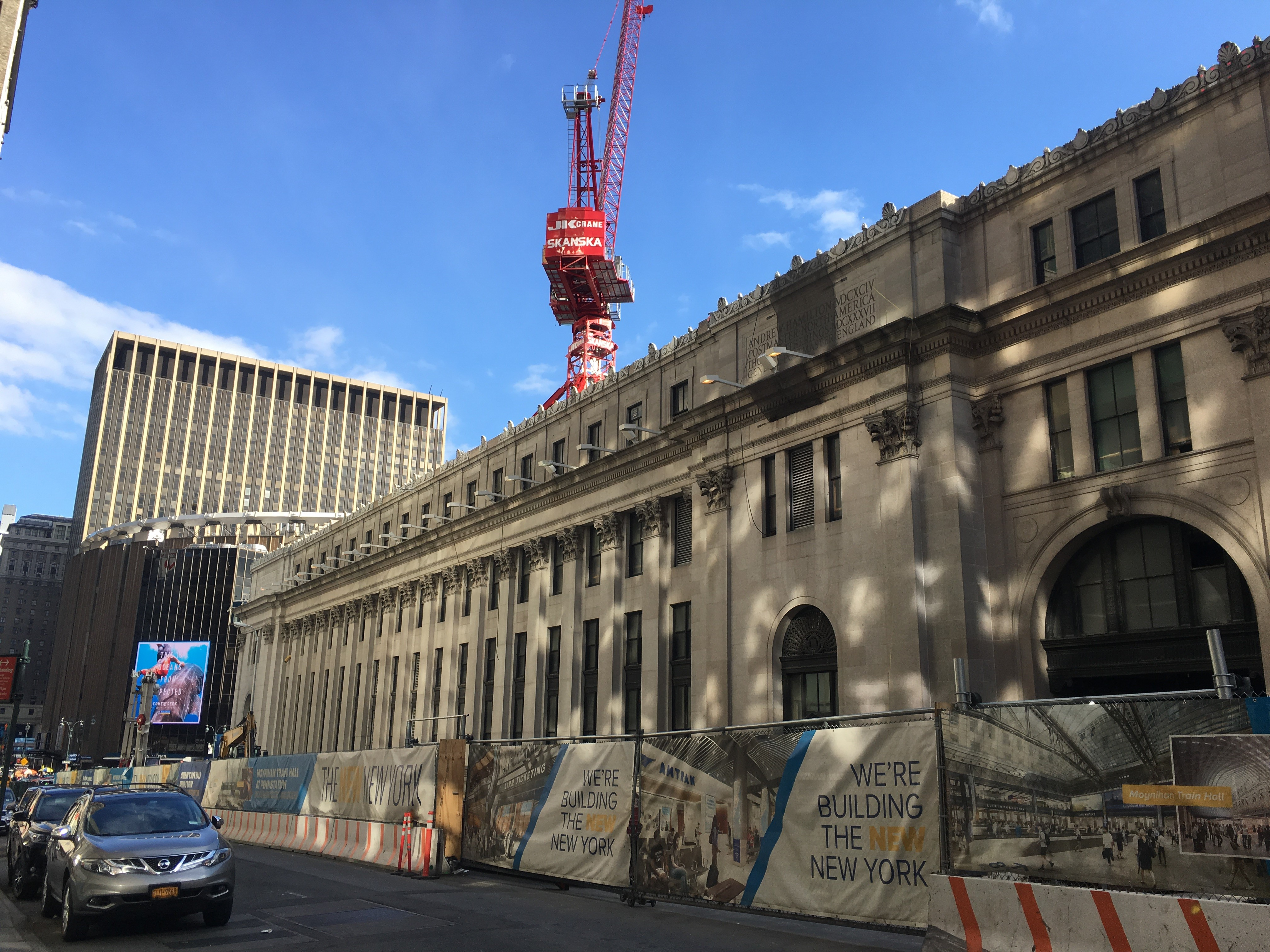
利用詹姆斯·A·法利邮政局大楼改建的莫伊尼汉车站大厅（2018年）

1999年，在參議員丹尼尔·帕特里克·莫伊尼汉推動下，曾有計劃將賓州車站的進站口移至一街之隔的詹姆斯·A·法利邮政局大楼內（位於第八大道，賓州車站對面，建於1912年布雜藝術大樓），兩者合二為一成新車站。新車站將命名為“莫伊尼漢車站”。
改建工作由Skidmore, Owings & Merrill公司設計師David Childs主持。由於工程龐大複雜，計劃不斷延期。2005年7月，Child的計劃被取消，但新計劃並未向公眾發佈。據透露，第二個計劃在風格上於前者相似，但採用更多現代主義的設計。改建任務將由James Carpenter和Hellmuth, Obata & Kassabaum建築公司承建。但由於協調問題，第二個計劃於年底流產。2006年，第三個計劃出爐。郵局外形將保留，但內部設計Brookfield宮相似。
美鐵曾考慮遷入法利郵局內，原有車站設施則留給通勤鐵路。有跡象顯示2005年11月起，開始進行部分修繕。第八大道人行道出現施工圍欄。但隨後美鐵表示不遷入郵局，而紐澤西捷運取而代之。紐澤西捷運正和法利郵局商談一項長達99年的租約。同時，曼迪遜廣場花園的樓主Cablevision公司也考慮租賃郵局西翼，騰出部分現存空間租給沃那多房地產信託公司使用。
賓州車站的整修計劃進展緩慢並爭執不定。2007年出爐的新計劃將在莫伊尼漢車站內新增1,000,000平方英尺（90,000平方米）的空間用於出租，結果遭到《紐約時報》的再一次抨擊：“該項計劃是對公眾的欺騙，整修的只是私人辦公場所...紐約市民不需要另一個看起來糟透了的，辦公樓式的賓州車站和曼迪遜廣場公園”。
紐約議會發言人謝爾頓·西爾瓦聲稱，賓州車站的整修將和Cablevision公司及其他公司提出的“紐約市中城整修計劃”有機的結合成一體。
由新泽西公交公司鐵路分部承擔的“哈德遜河紐澤西捷運隧道”將在34街地下新建一地下車站，因此賓州車站，“莫伊尼漢車站”和新車站雖然在空間上相互分離，但各種聯結通道的建設將上述三個車站連接成整體。丹尼尔·帕特里克·莫伊尼汉的女兒莫拉·莫伊尼汉認為新車站應當統一命名為“莫伊尼漢車站”，法利郵局為東站房，曼迪遜花園廣場為西站房。
2008年4月3日，曼迪遜花園宣布將對現有體育場進行整修以迎接纽约尼克斯和紐約遊騎兵2011-12賽季。在這個聲明前一個星期，曼迪遜廣場花園剛剛宣布將留在原地，不遷入法利郵局。曼迪遜花園副總裁Hank J. Ratne表示：“我們將按最初的計劃整修法利郵局和莫伊尼漢車站。我們將不做變動”。
2010年2月16日，聯邦政府從TIGER計劃中撥出8340萬美元用於車站改造，此外，還通過其他途徑募集了1.69億美元用於一期工程。計劃將新建兩個進站通道至第八大道，穿過法利郵局。還將拓展西側進站大廳的寬度和深度至現有兩倍，增加13座垂直通道（樓梯，自動扶梯，電題等），拓寬西側進站大廳和33街出口通道，修繕月台和增加通風設備等。2010年7月30日，紐約市政府批准了整修計劃。2010年10月18日，第一期工程建設開始，于2017年6月开放。
改造后的莫伊尼汉列车大厅于2020年12月31日开放。

## 车站构造

### 站厅及候车区

#### 麦迪逊广场花园
宾州车站主要区域位于麦迪逊广场花园下方，分为美铁、长岛铁路和新泽西捷运三个区域，由各自业者维护.。美铁和新泽西捷运站厅位于地下一层，长岛铁路站厅位于地下二层。
三家铁路业者使用不同的地址指示车站：
- 美铁：第八大道西31街
- LIRR：第七、八大道间第34街
- NJT：第七大道390号

| 地上   | 麦迪逊广场花园/宾州广场2号 | 麦迪逊广场花园/宾州广场2号                                          |
| G      | 地面                       | 出入口                                                              |
| UC     | 美铁站厅（南北）           | 美铁票务、候车、3-16站台、34街-賓州車站、往33街出口                 |
| UC     | NJT站厅（南北）            | NJT票务、1-10站台、往31街出口、往LIRR及希尔顿站厅                   |
| LC     | 西通道站厅（南北）         | 莫伊尼汉列车大厅、5-21站台、LIRR票务、34街-賓州車站、往33街         |
| LC     | 联络站厅（东西）           | 连接西通道、出口站厅、中站厅和LIRR站厅、                            |
| LC     | 出口站厅（南北）           | 1-19站台，往31街出口、连接希尔顿、联络站厅；34街-賓州車站           |
| LC     | 中站厅（南北）             | 13-19站台、往联络及希尔顿站厅                                       |
| LC     | 希尔顿站厅（东西）         | 往第七大道出口、往出口、LIRR、中站厅及NJT站厅                       |
| LC     | LIRR站厅（南北）           | 东端大门、11-21站台、长岛铁路票务、往NJT及希尔顿站厅、34街-賓州車站 |
| P 站台 | 股道1-21                   | 股道1-21                                                            |

美铁站厅位于正下方，设有凭票入场的候车区，内设有座椅、插座和WiFi。美铁在位于站厅靠近第八大道处内设有贵宾室ClubAcela（2000年前为Metropolitan Lounge），内设有软席座椅、免费饮料、报纸、电视及会议区域。此外，位于美铁站厅售票处旁还设有联合航空的售票处（原为大陆航空使用）。
位于美铁站厅外、第七大道附近的的新泽西捷运站厅于2002年开放，为三个站厅中最新。2009年NJT站厅新设立往西31街的出入口。

#### 长岛铁路站厅
长岛铁路主站厅位于第七大道、第八大道间、西33街下，于第八大道可换乘34街-賓州車站，第七大道换乘34街-賓州車站。1994年新设立通往34街的出入口。长岛铁路还于1986年在第八大道西侧地下设有西站厅，现被划入莫伊尼汉列车大厅范围。
2018年长岛铁路连接站厅开始改造工程，将原宽30英尺的东西连接通道拓宽至57英尺，层高增加至18英尺，天花板装饰有LED灯。2020年建成东端出入口（East End Gateway），连接LIRR站厅和第七大道地面。2022年改建完工。

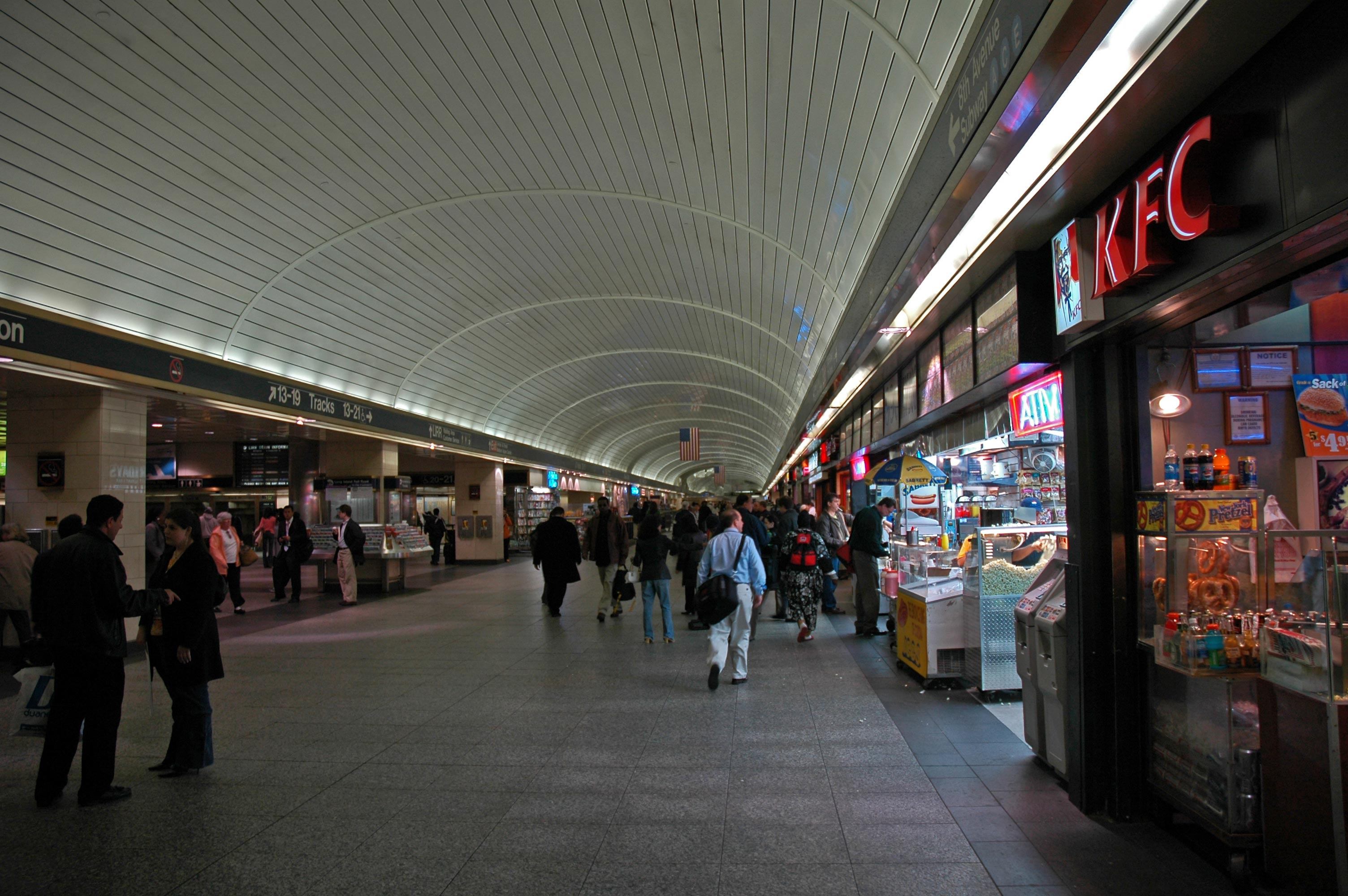
旧联络站厅（2005年）
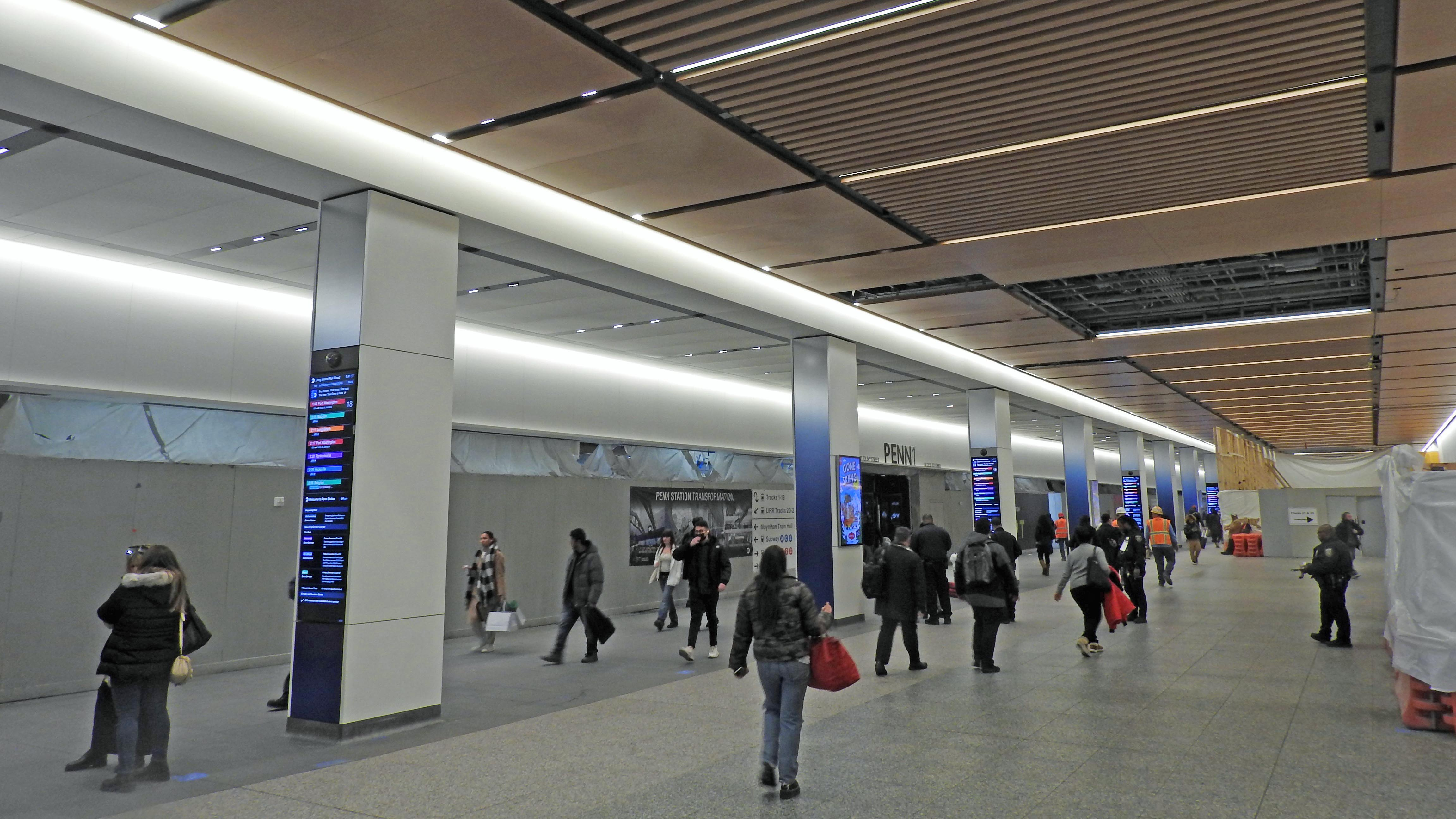
改建中的连接站厅（2022年）
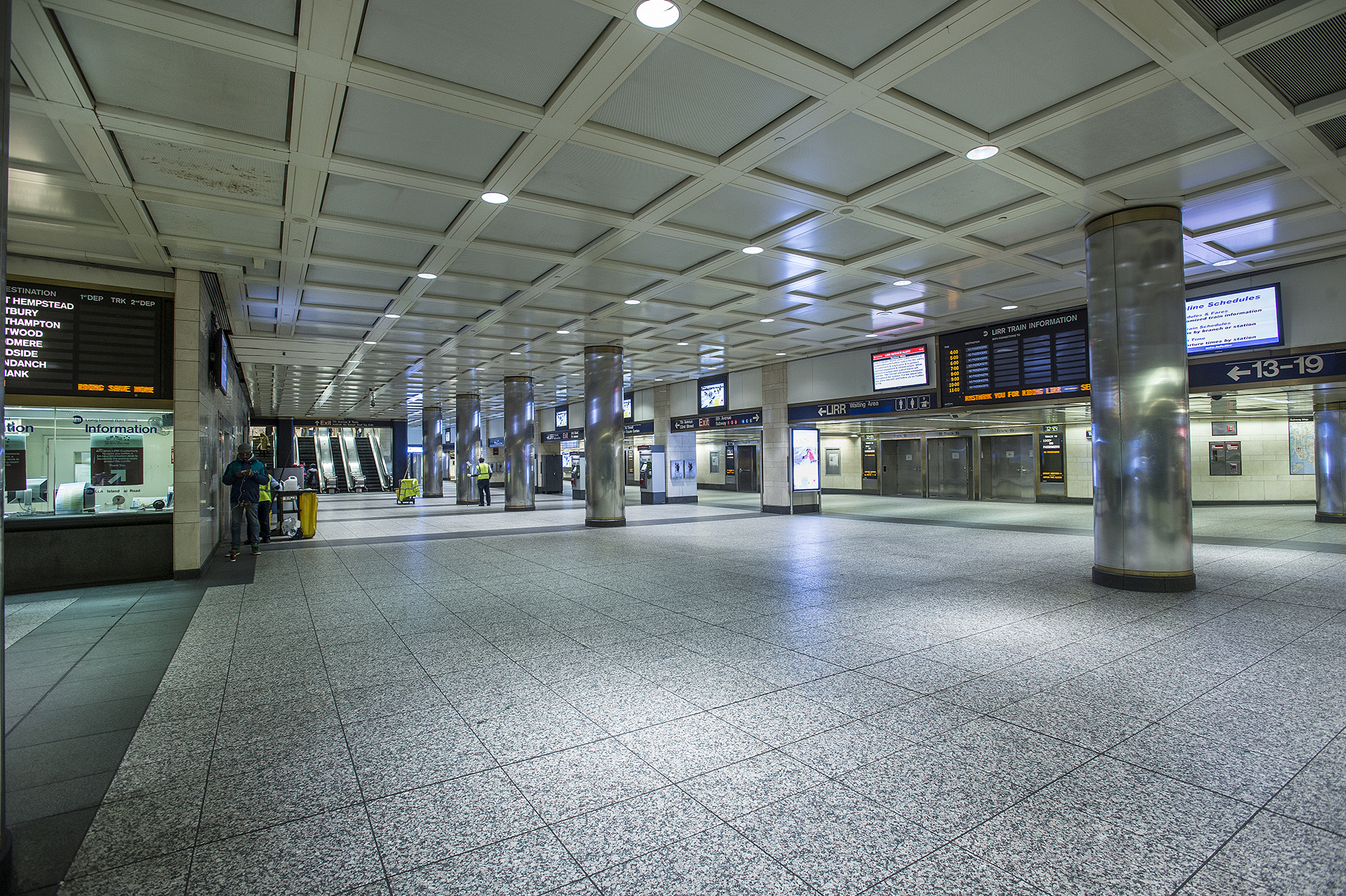
LIRR站厅内部
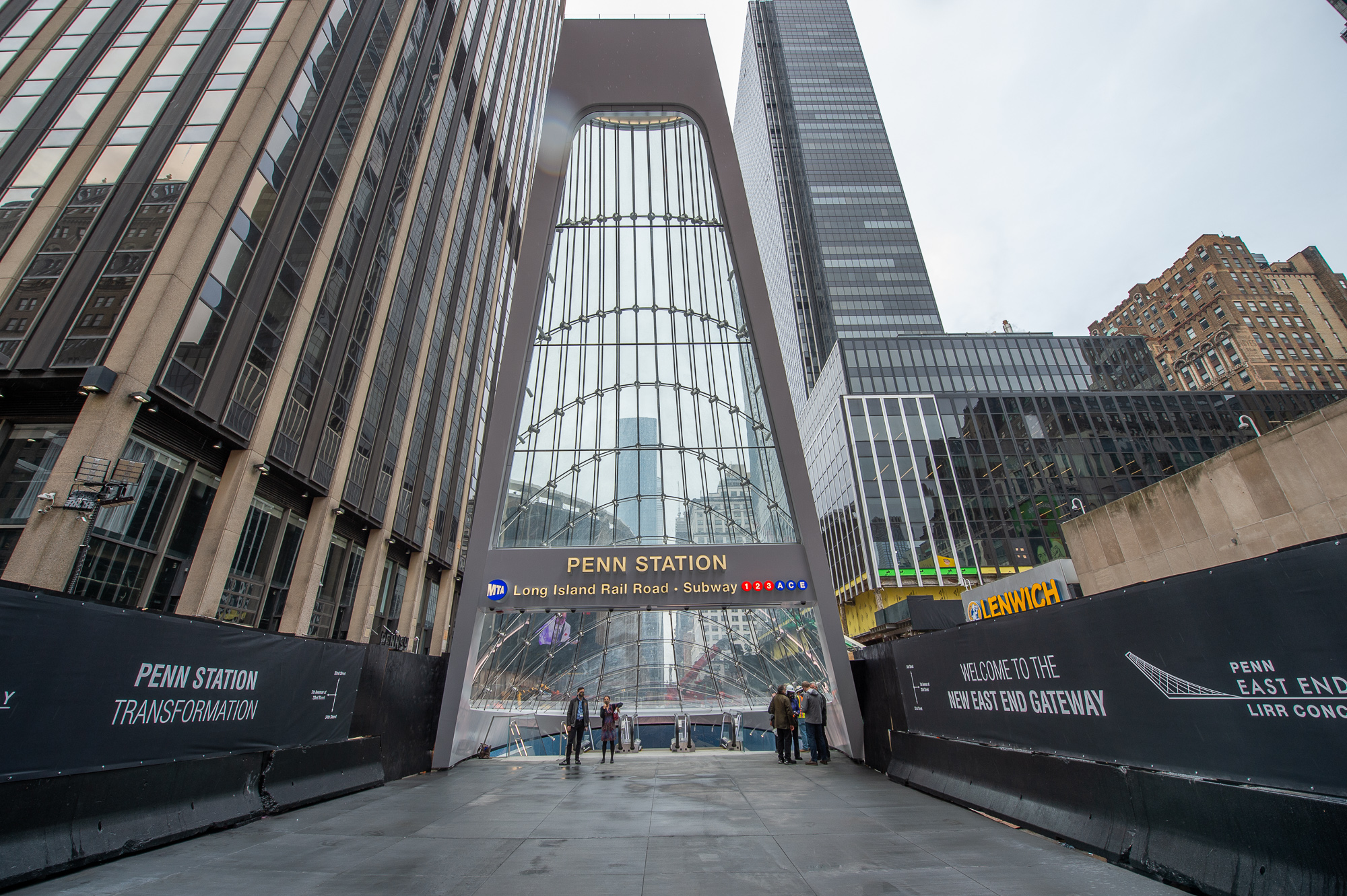
位于第七大道的东端出入口
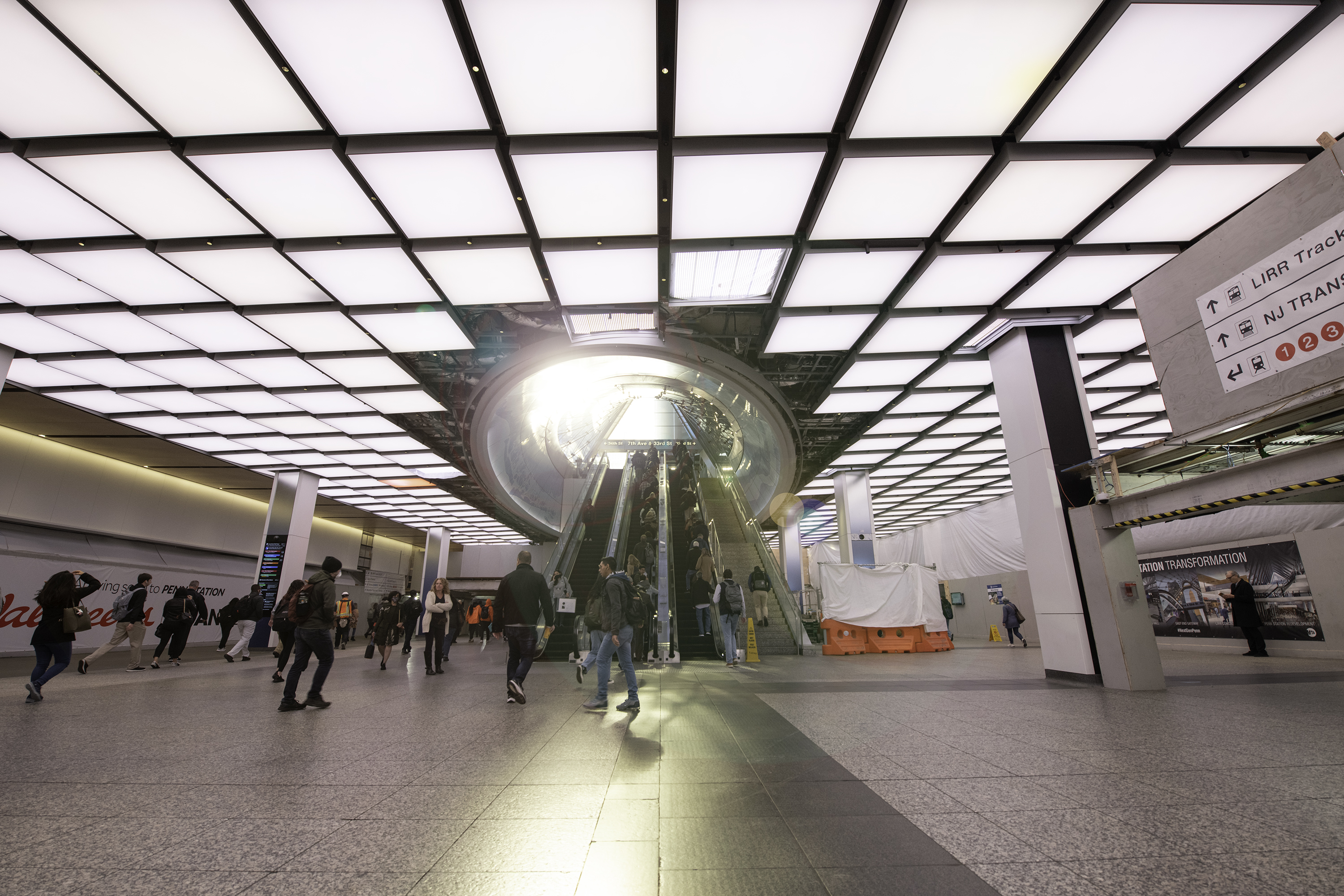
翻新后的东端大门及长岛铁路连接站厅（2022年）
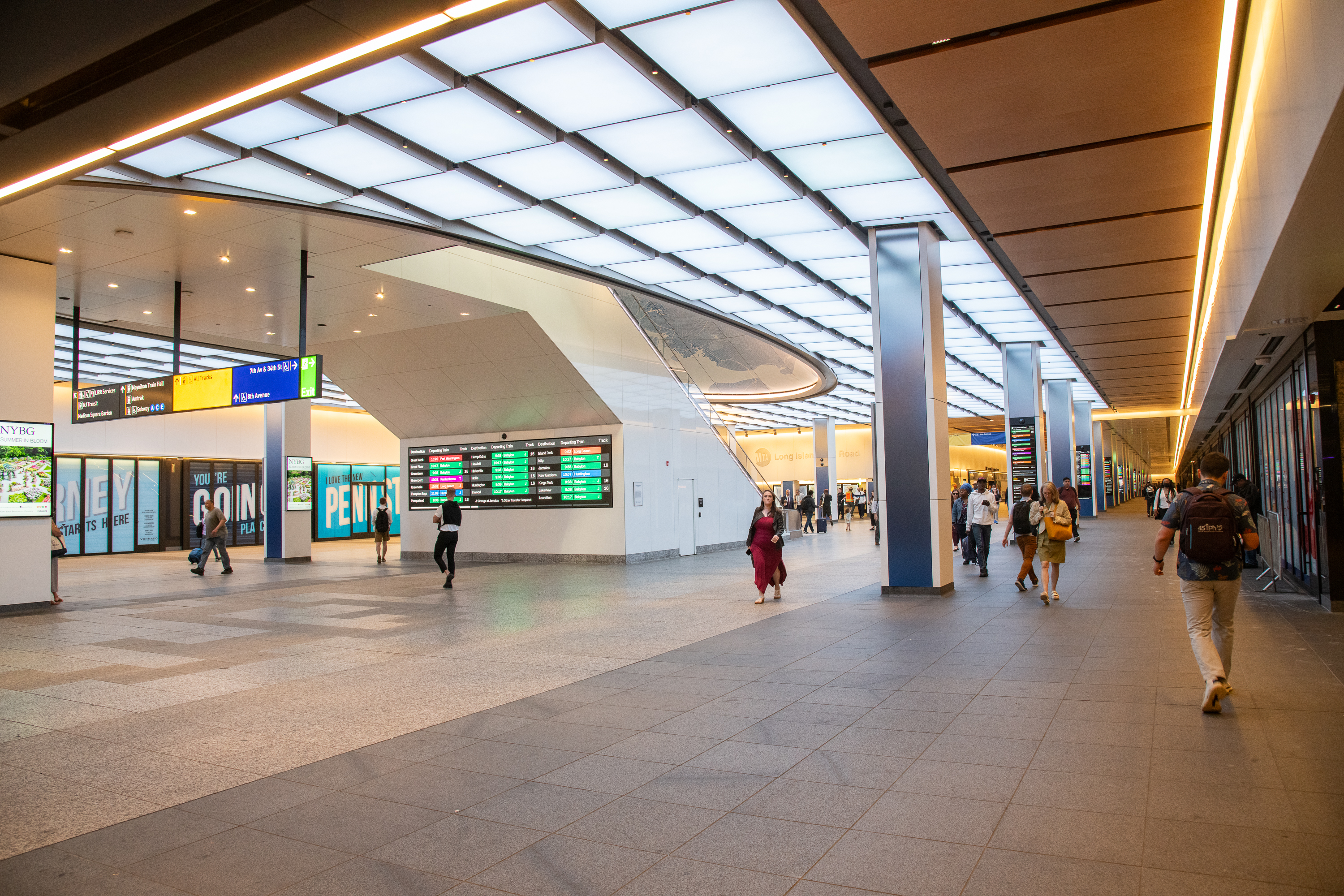
翻新后的LIRR站厅及连接站厅（2023年）

#### 莫伊尼汉列车大厅
莫伊尼汉列车大厅是将纽约宾州车站扩建至临近的詹姆斯·A·法利邮政局大楼的工程，以美国参议员丹尼尔·帕特里克·莫伊尼汉命名，位于曼哈顿中城的第八大道、第九大道、31街、33街内。莫伊尼汉车站大厅到达宾州车站21条股道中的17条，主要为美铁及长岛铁路使用。在白天，乘坐美铁和长岛铁路列车的旅客除可在位于麦迪逊广场花园下宾州车站候车进站以外可于莫伊尼汉车站大厅进站；莫伊尼汉车站大厅于夜间不对外开放，乘客仍需回到旧宾州车站乘车。新列车大厅为宾州车站增加了50%的站厅面积，以缓解既有车站不敷应用的状况。根据官方预测，疫情前占车站5%客流的美铁乘客将会是新站厅主要的用户，而大部分长岛铁路及新泽西捷运乘客因地铁接驳原因预计仍将继续使用原站厅。
莫伊尼汉列车大厅利用了原布雜建筑风格的詹姆斯·A·法利邮政局大楼内已废弃的原邮件分拣区域，而其余区域则被Facebook租用作办公室。
列车大厅由SOM设计，面积255,000平方英尺（23,700平方），位于高92英尺（28）玻璃天窗下
。大厅中央悬挂有一座高12英尺（3.7）米、宽6英尺（1.8）的四面钟。
美铁是莫伊尼汉列车大厅的主要租户，于其内部设有旅客服务设施，包括售票处、行李托运、贵宾室、会议区域及悬空20英尺（6.1）的阳台。
列车大厅东侧地下为建于1994年的长岛铁路西走廊站厅（West End Concourse），于2017年作为莫伊尼汉列车大厅的一期工程扩建并翻修完毕。西走廊站厅的进出口位于第八大道法利大楼的东北角和东南角。西走廊站厅可前往宾州车站的17条股道，装饰有描绘纽约市建筑物和风景的插画。
列车大厅设有面积120,000平方英尺（11,000平方）的商业区域。此外，大厅内永久展示有三件艺术品：Kehinde Wiley在天窗上设计了一个彩色玻璃三联画，名为《Go》；Stan Douglas在车站内部的一个长80英尺（24米）的墙面上创作了摄影画板《宾州车站的半个世纪》，展现了老宾州车站的场景；在31街入口处，艾默格林与德拉塞特创作了一个雕塑群《The Hive》，描绘了悬挂在天花板上的摩天大楼。

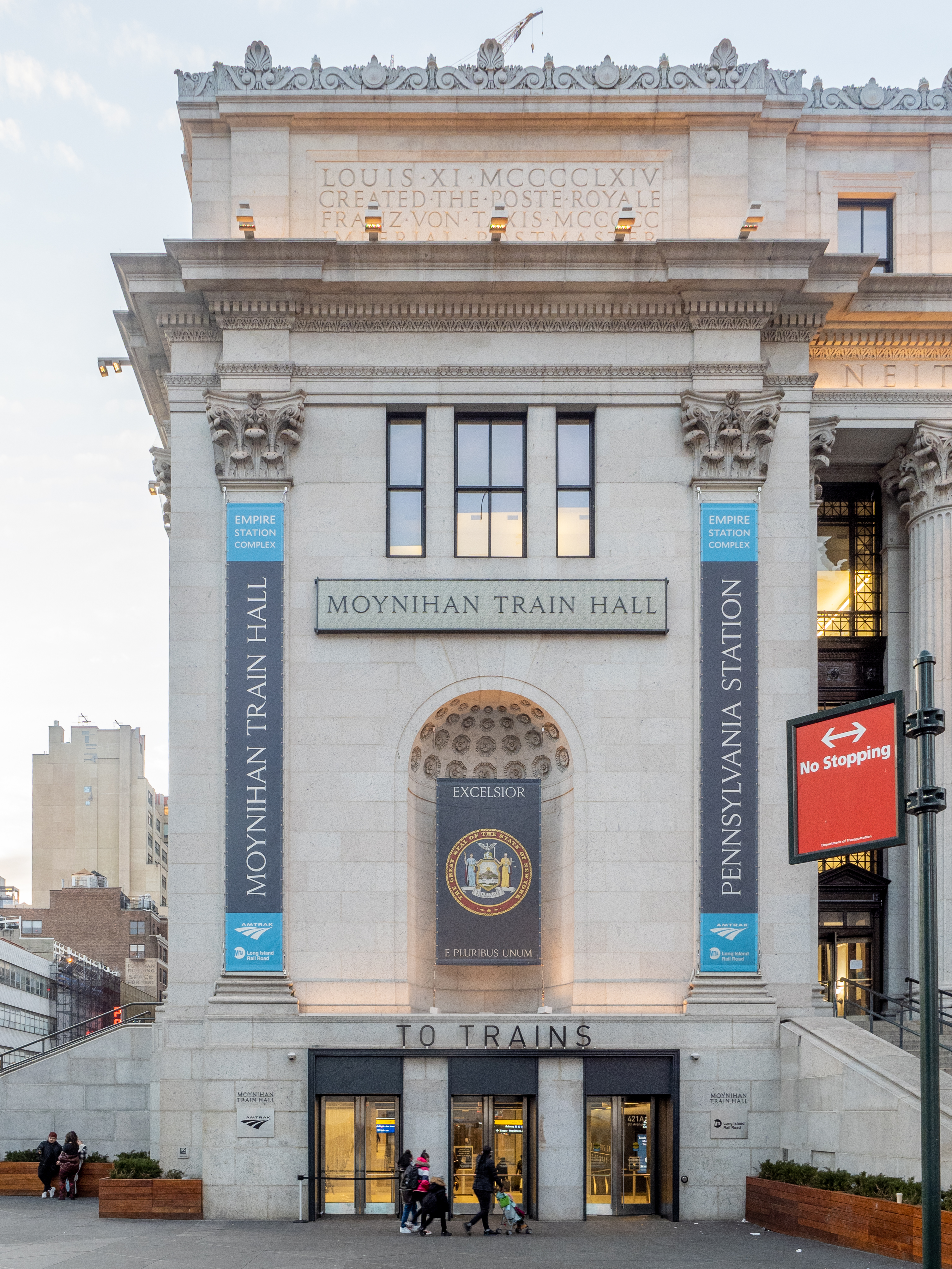
入口
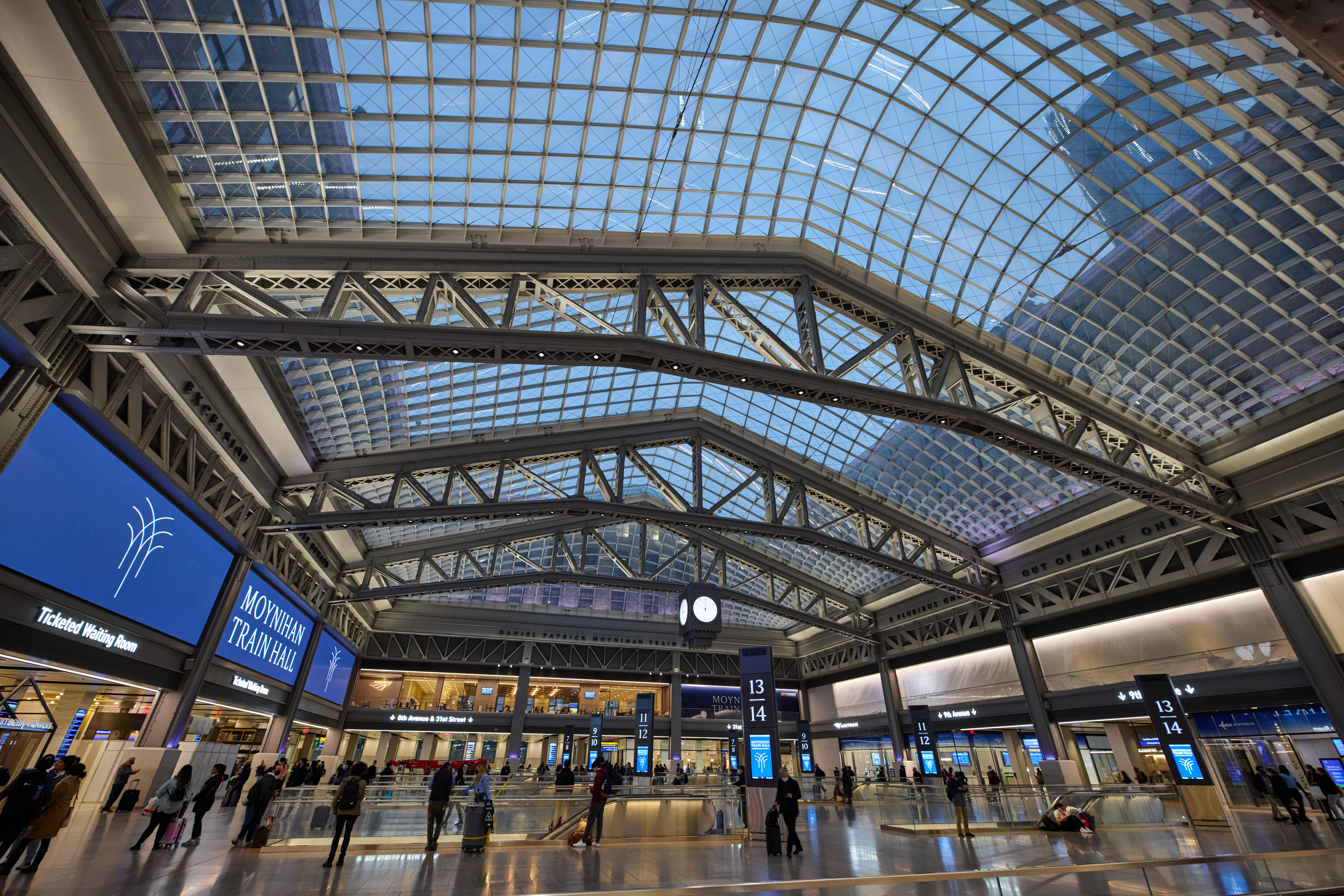
大厅
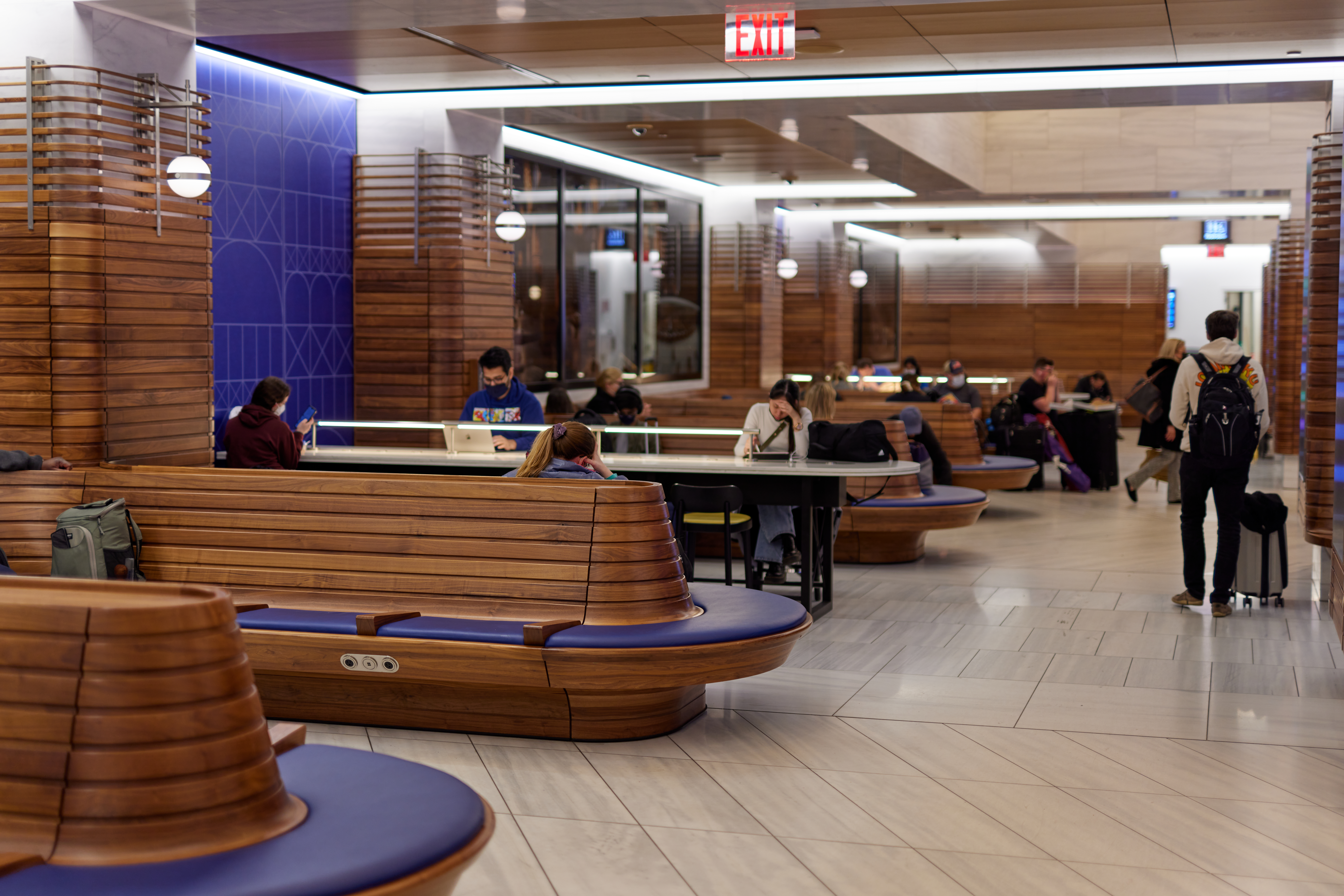
候车室
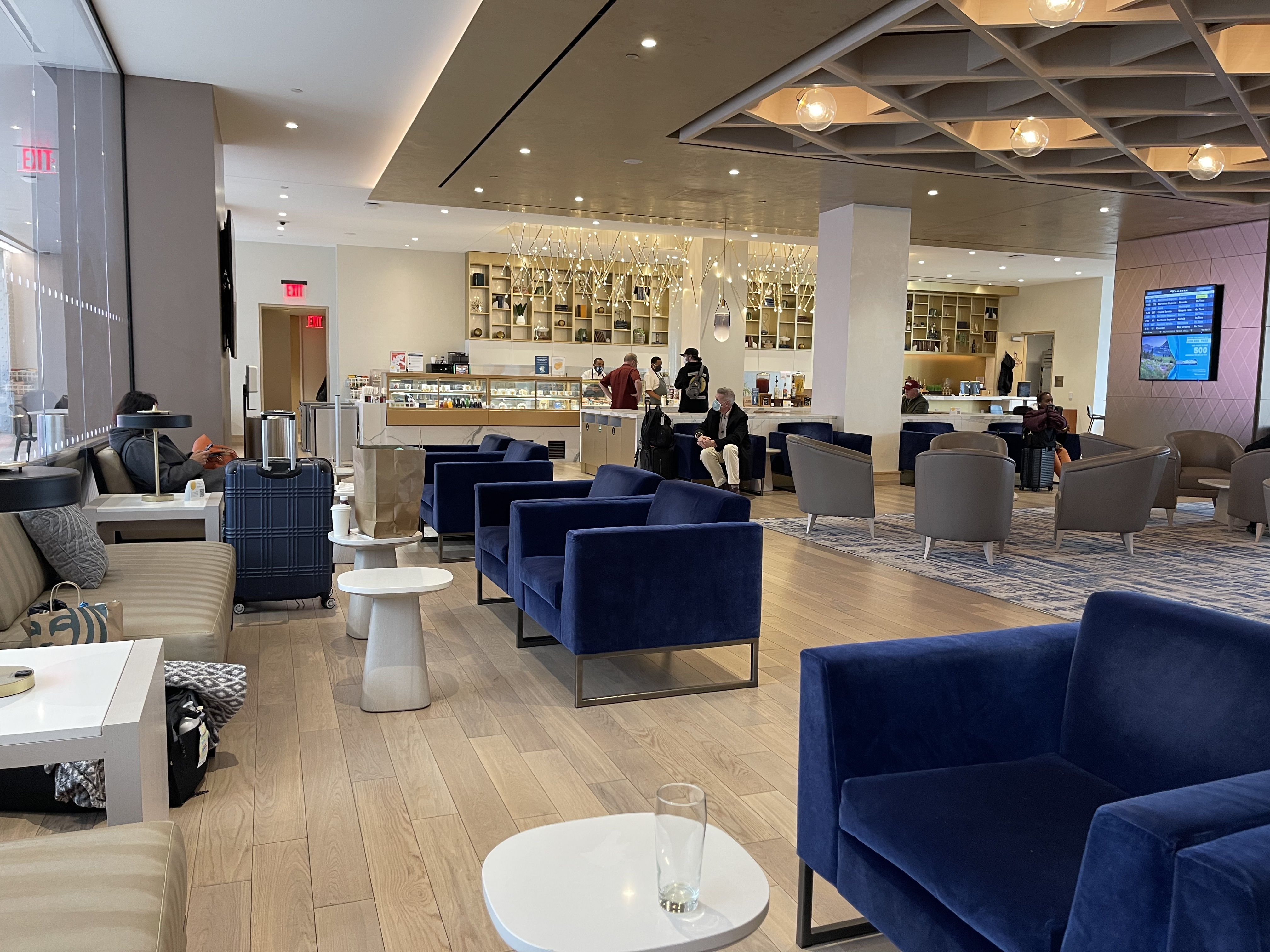
贵宾室
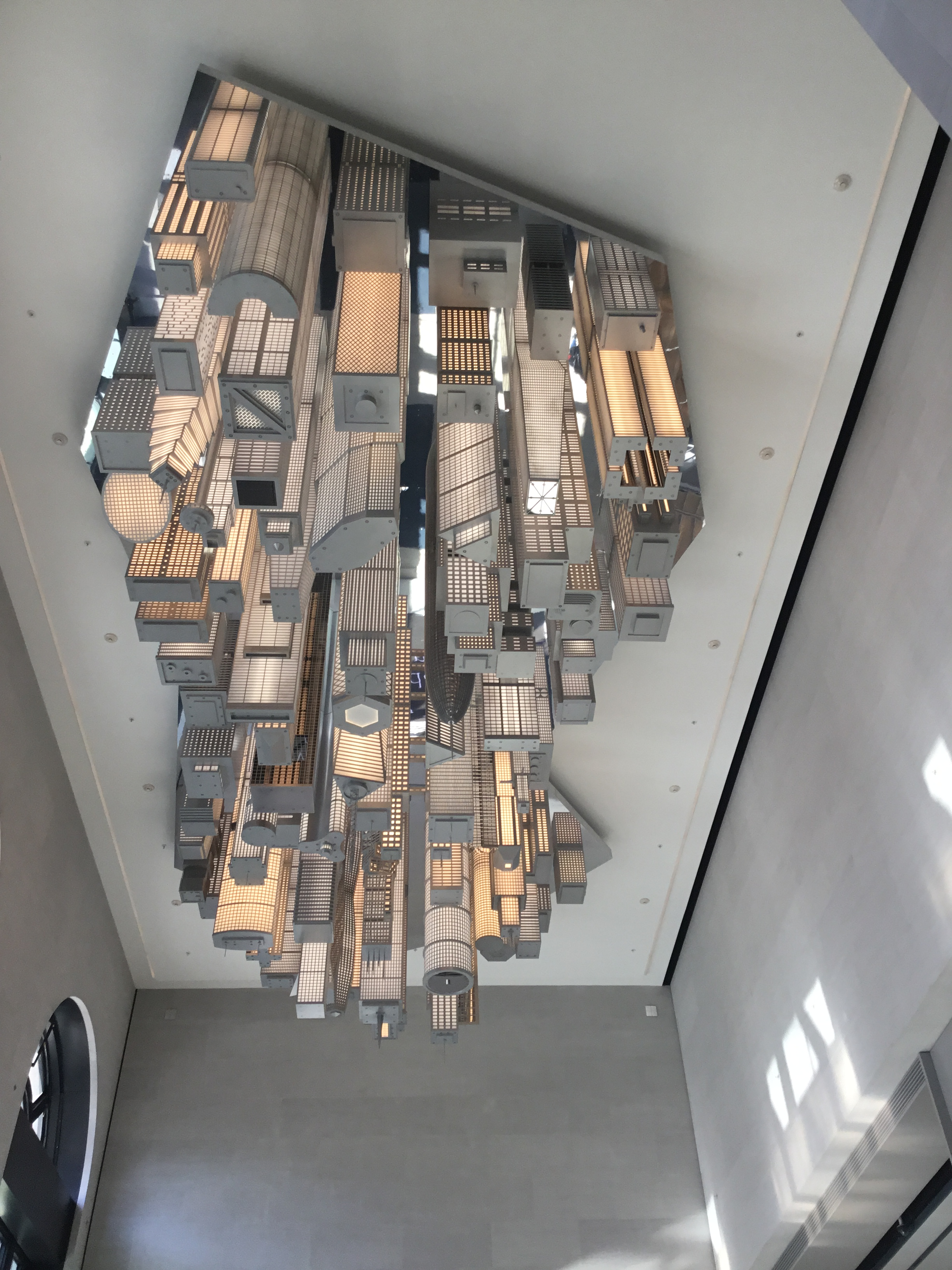
艺术作品《The Hive》

### 站场
一般情况下，美铁和新泽西捷运会使用车站1-12道，长岛铁路使用位于站场北侧的17-21道，13-16会被三家业者共同使用。车站东侧为4线东河隧道。1-4道为尽端线，无法继续向东进入东河隧道；5-17道能接入东河隧道最南侧的1线和2线，通常由美铁使用；14-21道能接入东河隧道北侧的3、4线，主要由长岛铁路使用。车站西侧为北河隧道，能接入车站的1-19道，帝国走廊联络线仅能接入1-9道；车站10-21道能接入长岛铁路的西城调车场。
车站所有股道都挂有12kV的接触网，5-21道还设有直流750V第三轨供电。由于车站及隧道通风限制，所有进出本站的列车均为电力驱动或混合动力驱动。

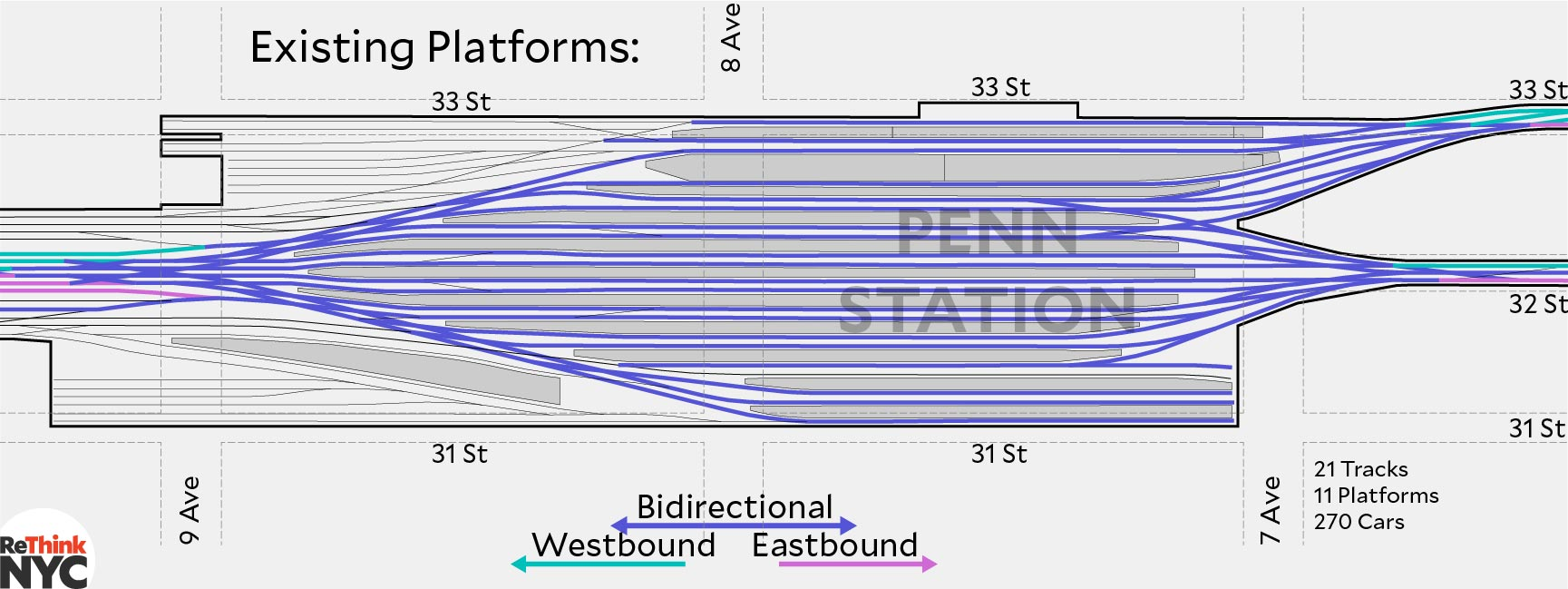
车站股道示意图

## 利用狀況

纽约主要的铁路服务，可见位于下方的车站及附近线路

本站每日接发超过1300次，是1970年代的一半；每日有超过60万旅客使用本站的美铁及通勤铁路服务，平均下来每90秒便有1000名旅客进出:498, 891。本站是美国乃至北美洲最繁忙的铁路车站:890–891。

### 城际铁路

#### 美铁
美铁拥有本站并将本站用作以下列车服务：
东北走廊城际列车：
- 阿西乐特快号列车往来波士顿和华盛顿特区
- 東北區域號列車往来波士顿、斯普林菲尔德（北端终点）和罗阿诺克、诺福克及紐波特紐斯（南端终点）
- 拱心石号往哈里斯堡
- 宾夕法尼亚人号列车往匹兹堡
- 佛蒙特人号列车（英语：Vermonter (train)）往来圣奥尔本斯和华盛顿

卧铺车：
- 卡罗莱纳人号列车（英语：Carolinian (train)）往夏洛特
- 新月号往新奥尔良
- 帕尔梅托号列车（英语：Palmetto (train)）往萨凡纳
- 银色流星号列车（英语：Silver Meteor）往迈阿密
- 銀星號列車往迈阿密
- 紅雀號列車往芝加哥
- 湖畔特快号列车往芝加哥

0
帝国走廊方向
- 枫叶号列车往多伦多
- 阿第伦达克号列车（英语：Adirondack (train)）往蒙特利尔
- 帝国服务号列车（英语：Empire Service (Amtrak)）往奥尔巴尼和尼亞加拉瀑布城 (紐約州)
- 伊森·艾伦特快号列车（英语：Ethan Allen Express）往路特兰

0
除阿西乐特快号、東北區域號及佛蒙特人号列车，所有上列列车均为本站始发终到。
尽管本站是美铁最繁忙的车站，但由于受到车站两端北河隧道及东河隧道的限界限制，所有本站出发的卧铺列车无法编有双层Superliner车厢。

### 通勤铁路列车

#### 长岛铁路
本站有长岛铁路（LIRR）以下列车服务，所有列车均为始发终到列车：
- 巴比伦支线往巴比伦镇（英语：Babylon (town), New York），直通列车可前往蒙托克
- 杰弗逊港支线往苏福克县亨廷顿和杰弗逊港
- 朗康科马支线（英语：Ronkonkoma Branch）往苏福克县朗康科马和长岛麦克阿瑟机场，直通列车可前往格林波特

0
- 亨普斯特德支线（英语：Hempstead Branch）往拿骚县亨普斯特德
- 西亨普斯特德支线（英语：West Hempstead Branch）往拿骚县亨普斯特德
- 长滩支线（英语：Long Beach Branch）往拿骚县长滩
- 牡蛎湾支线（英语：Oyster Bay Branch）往拿骚县牡蛎湾
- 贝尔蒙特支线（英语：Belmont Park Branch）季度性列车服务往拿骚县贝尔蒙特公园（英语：Belmont Park）
- 华盛顿港支线（英语：Port Washington Branch）往拿骚县大颈（英语：Great Neck, New York）和华盛顿港
- 法洛克威支线（英语：Far Rockaway Branch）往皇后区法洛克威
- 城市总站区（英语：City Terminal Zone）往牙买加站

所有支线服务除华盛顿港支线外均停靠牙买加站。
长岛铁路列车通常使用17-21道，有时会借用美铁和新泽西捷运的的13-16道。

#### 新泽西捷运
以下新泽西捷运（NJT）列车均有本站始发终到：
- 東北走廊線往特伦顿公共交通中心
- 蒙特克萊爾-波頓線（英语：Montclair-Boonton Line）往蒙特克萊爾和哈克特斯敦
- 莫里斯和埃塞克斯线（英语：Morris and Essex Lines）往萨米特，多佛尔，哈克特斯敦及Peapack-Gladstone支线
- 北澤西海岸線（英语：North Jersey Coast Line）往新泽西长滩，直通列车可通往Bay Head
- 拉里坦河谷线（英语：Raritan Valley Line）往拉里坦和High Bridge

新泽西捷运列车通常使用1-12道，有时会和美铁借用13-16道。

## 接驳交通

#### 紐約地鐵
- 從賓州車站：
  - ：34街-賓州車站（第八大道）
  - ：34街-賓州車站（第七大道）
- 從第六大道先驱广场（約一個街區）：
  - ：34街-先驅廣場車站（BMT百老匯線、IND第六大道線）

#### MTA巴士
- M4（第五和曼迪遜大道/百老匯/華盛頓堡大道）：北至西193街-華盛頓高地或泰倫堡公園內修道院博物館。
- M7（雷諾克斯，哥倫布，阿姆斯特丹，第六和第七大道）：南經第七大道至西14街-第六大道和格林尼治村；北經第六大道至西147街-亞當·克萊頓·鮑威爾二世林蔭大道和哈莱姆区。
- M20（第七和第八大道/瓦里克和哈德遜街）：北經第八大道至林肯中心，南經第七大道至曼哈頓南碼頭。
- M34（34街穿城線）：西至雅各布·K·賈維茨會展中心，東至富蘭克林·D·羅斯福東河車道。
- M34A（34街穿城線）：西至紐新航港局客運總站，東至海岸花園和基普斯灣。
- Q32（第五和曼迪遜）：北至皇后區傑克遜高地81街和北林蔭大道。

### 紐新捷運
紐新航港局過哈德遜河捷運（PATH）嚴格意義上並不使用賓州車站。其捷運站位於33街第六大道路口，和賓州車站相距一個街區。曾有地下旅客通道溝通兩站，但出於安全考慮已經關閉。旅客必須從地面街道進入捷運站前往霍博肯和澤西市。

### BoltBus
BoltBus為灰狗巴士和彼得潘巴士公司各控股50%合作成立的廉價長途巴士公司。其在賓州車站有兩個停靠站：
賓夕法尼亞車站停靠站一號，（位於西33街和第七大道路口）發往：
- 馬里蘭州巴爾的摩賓夕法尼亞車站
- 馬里蘭州綠帶市綜合鐵路車站
- 華盛頓特區聯合車站
- 華盛頓特區10街和H街路口，西北

賓夕法尼亞車站停靠站二號，（位於西34街和第8大道路口）發往：
- 馬薩諸塞州波士頓南站
- 新澤西州櫻桃山市購物中心
- 賓夕法尼亞州費城市三十街車站

### Vamoose Bus
Vamoose Bus（又稱“華盛頓豪華快車巴士線路”）為私營巴士公司。其提供從賓州車站（實際位置距車站一個街區）至華盛頓特區附近巴士服務。
紐約賓夕法尼亞車站 （西30街和第七大道口）至：
- 馬里蘭州貝賽斯達；
- 維吉尼亞州阿靈頓；
- 維吉尼亞州洛頓；